# Lechuguilla (cràter)
Lechuguilla és un cràter de l'asteroide de la família Coronis del cinturó principal, (243) Ida, situat amb el sistema de coordenades planetocèntriques a 7.9 ° de latitud nord i 357.1 ° de longitud est. Fa un diàmetre de 1.5 km. El nom va ser fet oficial per la UAI el 1997 i fa referència a la Cova Lechuguilla, cova de Nou Mèxic (Estats Units d'Amèrica).